# Wilmer Valderrama
Wilmer Eduardo Valderrama (Miami, 30 de janeiro de 1980) é um ator norte-americano. É conhecido por ter interpretado Fez no seriado That '70s Show. Estrelou na adaptação para TV do filme de Quentin Tarantino, Aberto até de madrugada, durante a 1ª e 2ª temporada interpretando Carlos Madrigal. Foi um dos protagonistas da adaptação de Minority Report, série da FOX que teve até a 1ª temporada. Participou de um arco de episódios da série Grey's Anatomy como Kyle Diaz, em 2016 começou a gravar a série FOUR STARS e também em NCIS.

## Biografia
Valderrama nasceu na cidade de Miami na Florida nos Estados Unidos, filho de mãe colombiana, Sobeida Valderrama, e pai venezuelano, Balbino A. Valderrama, que era dono de uma empresa de aluguel de equipamentos agrícolas.
Ele é descendente de colombianos e venezuelanos.
Em 1983, a família se mudou para a Venezuela quando ele tinha apenas três anos de idade. Novamente em 1993, a família se mudou para a cidade de Los Angeles, quando Wilmer já tinha treze anos.
Ele tem duas irmãs: Marylin Valderrama e Stephanie Valderrama. Ele também tem um sobrinho: Christian Valderrama.
Ele frequentou a Taft High School, localizada no bairro de Woodland Hills na Califórnia, onde terminou o seu ensino secundário.

## Carreira de ator
Valderrama começou a sua carreira atuando em inúmeras peças teatrais, incluindo "Sonho de Uma Noite de Verão" e em "Rumores". Ele fez sua estreia profissional em um comercial de língua espanhola de Pacific Bell. Por sugestão de seu professor de teatro, ele conseguiu um agente e foi imediatamente lançado nas minisséries Four Corners da CBS e em Omba Mokomba no Disney Channel. Ele fez a sua estréia nas telonas atuando ao lado de Freddie Prinze Jr., Brittany Murphy, Matthew Lillard e Jessica Biel no filme da Warner Brothers Jogada de Verão.
Valderrama interpretou Fez em That '70s Show  entre 1998-2006; ele estava no último ano do ensino médio, quando o episódio piloto foi filmado. Ele também interpretou DJ Keoki no filme de 2003 "Party Monster" ao lado de Macaulay Culkin, Chloë Sevigny, Wilson Cruz e Seth Green. Ele produziu e apresentou o MTV série Yo Momma 2006-2007, e apareceu "involuntariamente" três vezes em, Punk'd, apresentada pelo companheiro de That '70s Show Ashton Kutcher.
Em abril e maio de 2003, Valderrama apareceu no Los Angeles Times escolha do crítico jogar Blackout, uma adaptação do longa-metragem Bêbados, e em 4 de abril de 2004, estrelou ao lado de Anjelica Huston e Ben Kingsley no Fund of America Actors' um desempenho apenas a leitura de Sunset Boulevard. Ele filmou o curta-metragem La torcedura em que ele desempenhou o papel principal, e apareceu em Os Darwin Awards, um filme independente dirigido por Finn Taylor, estrelado por Winona Ryder e Joseph Fiennes.
No trabalho de animação, Valderrama expressou Rodrigo em Really Big Movie Clifford, atuando ao lado de John Ritter, Wayne Brady e Jenna Elfman. Ele também dubla o personagem principal, Manny, no programa Handy Manny do Disney Channel, série para pré-escolares (Ele ainda estrelou um minisode com seu homólogo em exercício). Ele teve um papel de protagonista em El Muerto, um filme independente dirigido por Brian Cox e baseado na história em quadrinhos de sucesso criado por Javier Hernandez. Em janeiro de 2007, Valderrama lançou sua própria etiqueta de moda masculina chamada "Calavena".
Em 2010, Valderrama co-estrelou convidado pela Disney Channel s série Feiticeiros de Waverly Place desempenhando o papel de irmão de Theresa Russo, Ernesto. Em 2011, ele apareceu em três episódios de rede dos EUA Royal Pains como Eric Kassabian, um negociante de arte.
Em 2012, co-organizou o Premios Juventud como um super-herói no dia 19 de julho de 2012. Em agosto de 2012, ele apareceu ao lado de Vanessa Curry e Leighton Meester em "Nomads" casa do grupo de música de música de vídeo de "Addicted to Love ".
Em 27 de setembro de 2013 Valderrama foi homenageado com um prêmio ALMA de Melhor Ativismo Social. No final de novembro de 2013, foi anunciado que Valderrama tinha se juntou ao elenco de From Dusk till Dawn: The Series.
Também fez uma participação especial em 2015 na 12ª temporada, como músico, no seriado americano Grey's Anatomy, do canal ABC.
Em 2016 entrou na 14ª temporada do seriado NCIS, no canal AXN, como agente especial Nick Torres.

## Música
Em 11 de maio de 2011, Valderrama lançado sua canção "The Way I Fiesta", que atuou como seu alter ego Eduardo Fresco. O vídeo foi dirigido por Akiva Schaffer do grupoThe Lonely Island. Danny Masterson, co-estrela de Valderrama de That '70s Show, tem uma aparição no vídeo. Valderrama apareceu em 2009 no vídeo da música Wisin & Yandel canção "Imaginate". Ele também apareceu em e produziu o vídeo de 2011 para LMFAO música "Sexy and I Know It". No Billboard Latin Music Awards, ele disse que ele está fazendo música que ele vai lançar em Espanhol e Inglês. Em 27 de julho de 2012, ele teve uma entrevista com Latina e disse que ele está gravando um monte de faixas incríveis e está trabalhando com grandes artistas/produtores, tanto do Inglês e do lado espanhol. Ele disse que estava esperando para lançar mais músicas em 2013, no entanto, nada foi liberado. Em 10 de março de 2014 Valderrama revelou que uma Salud Parte 2 está em obras e que ele tem sua própria música que sai no final do verão de 2014.

### Outros trabalhos
Valderrama fez uma aparição em Omar Cruz, em To The Top com Frankie J. Ele também trabalhou com a dupla de reggaeton porto-riquenha Wisin & Yandel em seu vídeo de "Imaginate", com o rapper T-Pain, bem como no vídeo da cantora colombiana Fanny Lu Tu No Eres Para Mi, onde ele interpretou o namorado. Valderrama apareceu no canal do YouTube de Shane Dawson em 1 de setembro de 2012.

## Relacionamentos
Em 2004, Valderrama namorou a atriz Lindsay Lohan.
Ele também se envolveu em namoro com as artistas Mandy Moore e Ashlee Simpson.
Entre janeiro de 2010 e 2016, Wilmer namorou a cantora e atriz Demi Lovato. Na época do primeiro encontro dos dois acidentalmente durante um trabalho em conjunto com outros atores, a Demi tinha apenas 17 anos de idade, mas os dois só passaram a se envolver mais após ela completar maioridade poucos meses depois, conforme um desejo de Wilmer. Em 03 de julho de 2016, os dois confirmaram e anunciaram oficialmente através das suas páginas oficiais nas redes sociais (principalmente o instagram), a separação após quase seis anos de namoro de forma amigável. Segundo especulações da mídia e fãs, o rompimento foi devido a espera de Demi por um pedido de casamento a alguns meses de Wilmer e que não vinha, junto também a diferença de idade de ambos.

### Namoro, noivado, planos para casamento e paternidade
Em meados de abril de 2019, começou a namorar com a modelo Amanda Pacheco. Logo o casal, passou a ser visto com frequência juntos em várias ocasiões e eventos.
Em 01 de janeiro de 2020, durante a véspera de ano-novo na cidade de San Diego na Califórnia, Valderrama ficou noivo da modelo Amanda Pacheco. Os planos para o casamento que seria durante 2020 ainda, tiveram que ser adiados temporariamente devido aos efeitos da Pandemia de COVID-19.
Em dezembro de 2020, nas vésperas de natal, Valderrama anunciou oficialmente que ele e Pacheco estavam esperando o seu primeiro filho juntos.

## Filmografia

### Filmes
- Encanto (2021) - Agustín Madrigal (Voz)

- Chips (2017)
- The Girl is in Trouble (2015) - Angel
- The Adderall Diaries (2015)
- School Dance (2014) - Flaco
- Larry Crowne (2011) - Dell gordo
- The Brooklyn Brothers Beat the Best (2011) - Jason
- Sem Prada Nem Nada (2011) - Bruno
- The Dry Land (2010) - Raymond Gonzales
- Dias de Ira (2010) - Daniel
- Columbus Day (2008) - Max
- O Morto - Ele Veio em Busca de Sua Alma (2007) - O morto
- Unaccompanied Minors (2006) - Zach van Bourke
- Cast Food Nation (2006) - Raul
- The Darwin Awards (2006) - Documentary film
- Party Monster (2003) - Keoke
- Summer Catch (2001) - Mickey Dominguez

### Séries
- That '90 Show (2023) Fez
- NCIS (2016-presente) - Nicholas "Nick" Torres
- The Ranch - Umberto
- Grey's Anatomy (2016) - paciente Kyle Diaz
- Minority Report (2015) - Will Blake
- From Dusk Till Dawn: The Series (2014-2016) - Carlos
- Awake (2012) - Detective Efrem Vega
- That '70s Show (1998-2006) - Fez
- Four Corners (1998) - Antonio